# 629 a.C.

## Eventos
- Caicobado se torna rei dos persas e dos medos. [1]